# 맥컬리 컬킨
맥컬리 맥컬리 컬킨 컬킨(영어: Macaulay Macaulay Culkin Culkin, 출생명은 맥컬리 카슨 컬킨(영어: Macaulay Carson Culkin),  1980년 8월 26일 ~ )은 미국의 배우, 가수, 화가이다. 아역 배우로 활동을 시작했으며, 영화 《나 홀로 집에》, 《나 홀로 집에 2》의 주인공 케빈 역으로 전 세계적으로 이름을 알렸다.

## 생애
컬킨은 스타가 되기 전까지 가난한 어린 시절을 보냈다. 7남매 중 셋째인 컬킨은 전화교환원으로 일하는 어머니와 작은 성당에서 잡일을 하는 아버지 밑에서 자랐다. 1984년 4살이었던 그는 연극 《바흐 베이비스》(Bach Babies)를 통해 배우의 길에 들어섰으며 1990년 '나홀로 집에' 시리즈에 출연하게 된다. 이 때 당시의 컬킨은 10살이었으며 이후 영화 《마이 걸》, 《리치 리치》(Richie Rich), 《좋은 아들》 등 10여 편의 영화에 출연하면서 인기와 부를 동시에 얻었다. 또한 그러한 위세를 통해 컬킨은 편당 800만 달러를 받는 미니메가스타가 됐다. 그러나 그의 이른 성공은 빠른 몰락의 계기가 됐다.
컬킨은 7년 연기생활중 15번째인 타작 《좋은 아들》을 마지막으로 14살 때인 1994년 돌연 연기생활을 중단하게 된다. 1995년 컬킨의 부모는 결별하면서 아들의 재산과 양육권을 두고 다툼을 벌이다 1996년부터 2년간 법적 논쟁까지 벌였다. 16살 사춘기였던 컬킨은 부모의 오랜 싸움을 보며 슬럼프에 빠졌다. 이 싸움으로 컬킨은 한 때 자신의 매니저였던 아버지와 절연했다. 이 때 당시의 컬킨은 빠른 성공을 거둔 꼬마 스타로서의 각광과 기대에 많이 지쳐 있었다고 전한다. 또한 "컬킨은 《나 홀로 집에》서의 역으로 굳어진 자기 이미지를 벗어나려고 발버둥쳤다"고 그의 어머니 퍼트리샤는 전했다. 컬킨은 "아버지가 계속 나를 영화에 출연시키면서 조금도 쉴 틈을 주지 않았다"면서 "그는 나를 정신적으로 학대했다"고 고백했다.
또한 컬킨은 너무나 빨리 어른으로 자랐는데 1997년 나이 17세때 사립학교에서 만나 후에 배우가 된 레이철 마이너와 결혼해 세상을 또 한번 깜짝 놀라게 했다. 그러나 이 결혼은 2년 만에 파경에 이르렀다. 그러나 둘은 지금도 친구 사이로 지낸다.
그 이후 그의 불행은 끝이 나지 않았는데, 1998년 컬킨의 어머니와 동생들이 살고 있던 뉴욕의 아파트에서 화재가 발생하여 이웃주민 4명이 사망하면서 컬킨은 또 불행의 뉴스거리가 되어야만 했다. 컬킨은 당시 이 아파트 부근에 살고 있었다. 그런 그와 가장 친한 친구는 역시 만년 소년이라 불리는 가수 마이클 잭슨이었다. 잭슨과 '나 홀로 집에' 때부터 사귀어 온 컬킨은 잭슨의 두 아이의 대부이며 둘은 종종 함께 DVD를 사러 쇼핑 센터를 찾았다. 컬킨은 "마이클과 나는 우리가 모두 8살이었을 때 참으로 8살이 될 기회를 가져보지 못했던 사람들이어서 영원히 8살로 머물 것"이라고 말했다.
컬킨은 현재 여가를 이용해 자서전을 쓰고 있으며 굳이 은막복귀를 거부하는 것은 아니나 아직은 아무 계획도 없다고 밝혔다. 컬킨은 "지금 나는 아주 즐거운 시간을 보내고 있다"며 "그게 내가 원하는 모든 것"이라고 털어놓았다. 그 이후 2003년, 한참을 조용히 지내며 소식이 없던 컬킨은 다양한 소식을 전하는데 첫째로는 무대배우로 연기생활을 재개한다는 소식이었다. 컬킨은 오프-브로드웨이서 개막한 연극 《마담 멜빌》에서 프랑스 여선생(졸리 리처드슨 분)에게 유혹당하는 15세의 학생으로 출연했었는데 그는 이 역을 지난해 런던 무대에서 먼저 한 바가 있다. 컬킨이 오래간만에 연기자로서 미국의 팬들과 재회하면서 미 언론들은 다투어 그의 기사를 게재했는데, 작품과 컬킨의 연기에 대한 평은 런던에서와는 달리 부정적이었다. 대부분의 비평가들은 컬킨의 연기가 매너리즘에 빠져있다고 평하기도 했다. 그리고 저 예산 영화인 파티 몬스터에 출연하기도 했는데 파티 몬스터에서 주연인 마이클 앨리그의 역할을 소화하기도 했다. 신예 배우 퍼키 재키와 결혼 초읽기에 들어간다는 뉴스를 통해 컬킨의 근황을 전했었는데, 그 때 당시의 컬킨의 측근은 "컬킨이 2001년 마이너와 이혼할 당시 재키가 곁에 있어 주었다"며 "컬킨이 마음고생을 하며 힘들어 할 때 만나서 그런지 돈독한 사랑을 나누고 있다"고 전했었다. 또한 "이들은 내년 여름쯤 성대한 결혼식을 계획하고 영국의 일류 호텔과 유명 레스토랑 예약을 마쳤다"고 말했다. 컬킨은 "결혼준비를 하는 지금 가장 행복하다"며 "함께 여행을 많이 다녀 벌써 신혼여행을 다녀온 기분"이라고 주위에 털어놓는 등 한껏 들뜬 모습을 보이고 있었지만 실제로 결혼에는 성공하지 못했던 것으로 보인다.
2004년의 컬킨은 매우 호전적인 모습을 보이며 《세이브드!》에 출연한다. 성장한 연기를 보이며 보다 더 안정된 모습을 보여주는 듯했던 컬킨은 어째서인지 그 이후 별다른 뉴스를 전하지 않았었다. 그러던 중 2007년 《섹스와 아침식사》에 제임스로 출연하는데, 그 동안의 컬킨의 연기 성향에서 벗어난 성인 블랙 코미디로 팬들에게 다가서지만 세간의 관심을 얻는데는 실패했다. 그 과정 속에 컬킨은 밀라 쿠니스와의 7년 동안 열애를 했었으나 2011년 1월 초의 소식은 또 다시 불운의 사나이가 되어 쿠니스와 이별한 것으로 전해졌다.
맥컬리 컬킨은 마약소지의 질문에  "그런 바보 같은 물건을 가지고 다니지 않았다"며 "나는 마약도 하지 않았다. 전부 다 타블로이드 신문들이 나를 이상하게 포장해서 생긴 소문이다. 그런 신문은 모두 버려야한다"고 말했다. 맥컬리 컬킨은 언젠가 모든 것을 밝힐 것이냐는 질문에 "아마도"라고 답했다.

## 출연 작품
- 나 홀로 집에 (1990년, 케빈 맥컬리스터 역)
- 마이 걸 (1991년, 토머스 J. 세네트 역)
- 나 홀로 집에 2 (1992년, 케빈 맥컬리스터 역)
- 좋은 아들 (1993년, 헨리 에번스 역)
- 아빠와 한판승 (1994년, 코미디, 본인 역)
- 리치 리치 (1994년, 리치 '리처드' 리치 역)
- 페이지 마스터 (1994년, 리차드 타일러 역)
- 파티 몬스터 (2003년, 마이클 앨리그 역)
- 세이브드! (2004년, 롤랜드 역)
- 로봇 치킨 - 시리즈 (2005년, 성우)
- 섹스와 아침식사 (2007년, 제임스 역)
- 킹즈 (2009년, 조연)
- 엔터갤럭틱 (2022년, 다운타운 팻 역)